# Чукотка (телерадиокомпания)
Государственная телевизионная и радиовещательная компания «Чукотка» — филиал ВГТРК, осуществляющий его местное теле- и радиовещание в Чукотском автономном округе.
Телепередачи ГТРК «Чукотка» ведутся на двух языках - русском и чукотском. Объём телевещания составляет 310 часов в год.

## Теле- и радиоканалы
- Телеканал Россия-1 / ГТРК «Чукотка»
- Радиоканал Радио России / ГТРК «Чукотка» (104,7 FM)

## История
- 22 декабря 1935 г. начало регулярного радиовещания.

- 6 ноября 1967 г. начало регулярного телевещания[4].
- 16 мая 1995 г. начало трансляции телеканала ГТРК «Чукотка» на 9-м метровом канале[1]. Сейчас там вещает телекомпания НТВ.
- 7 июня 2019 г. ГТРК «Чукотка» перешла на цифровое вещание[5].

## Передачи
- «Вести-Чукотка» — главная информационная программа телерадиокомпании[6][7]
- «Утренний собеседник» — утренняя программа телерадиокомпании[8]

## Руководство

### Генеральные директора
- Багров, Владислав Вячеславович - директор ГТРК «Чукотка»[9].